# 사주크
사주크(Sajuuk)는 실시간 전략 게임인 홈월드 2에 등장하는 최강의 전함이다.
고대 프로제니터 세력의 전함이었던 것으로 추정되는 거대 함선. 은하 중심의 블랙홀들 사이에 숨겨져 있었으며 단 한 척이 대규모 함대와 교전할 수 있을 정도로 대단한 성능을 자랑한다.